# 葡萄酒對健康的影響

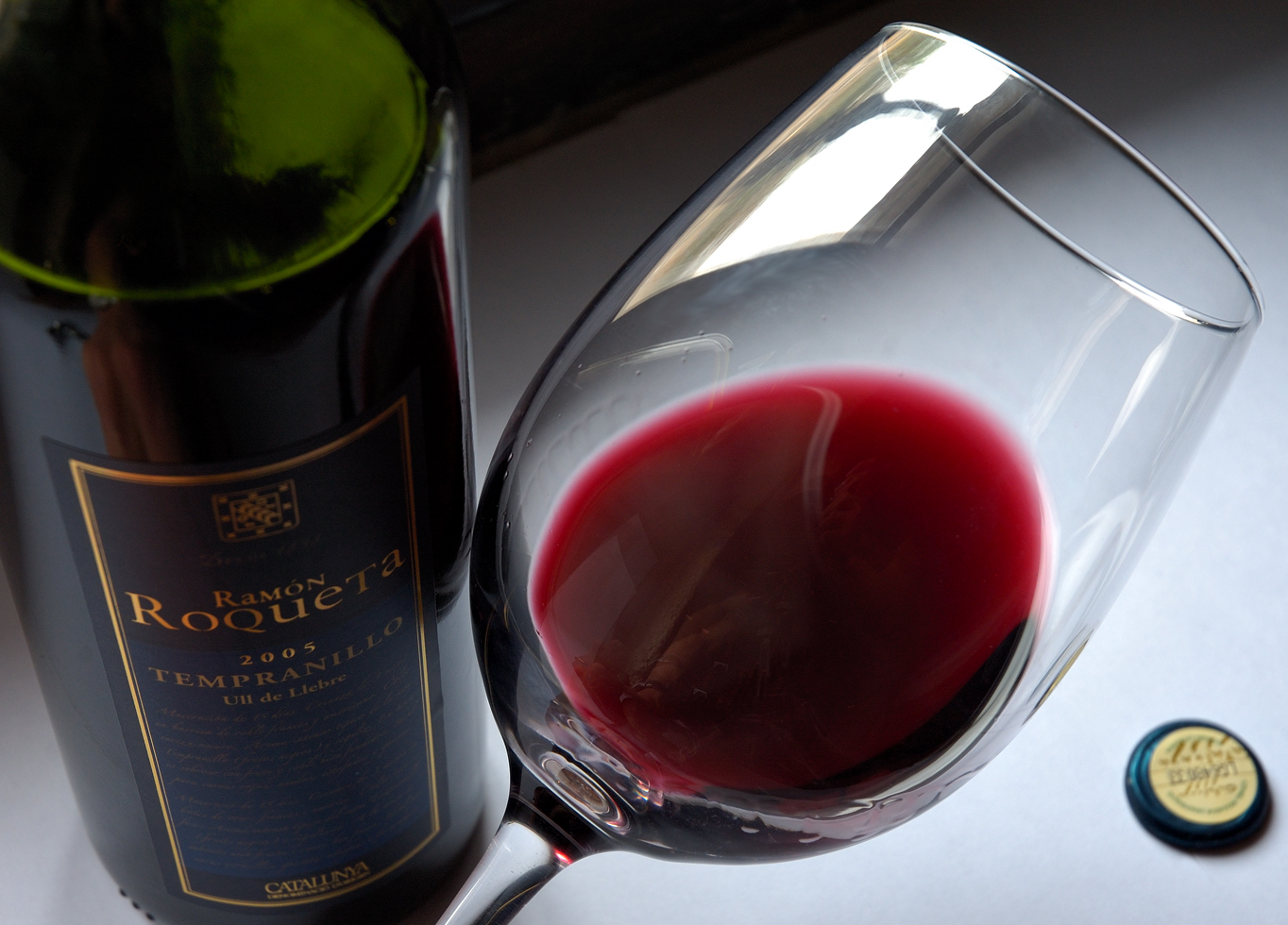
裝在高腳杯中的紅葡萄酒。

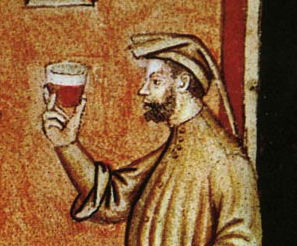
葡萄酒已有長久的歷史應用在醫藥和健康的領域。

葡萄酒對健康的影響（英語：health effects of wine）主要取決存在於酒精中的活性成分。初步研究發現飲用少量葡萄酒（尤其是紅葡萄酒（紅酒），女性每天最多一單位，男性每天一到二單位），可能與心血管疾病、失智症、中風、糖尿病、代謝症候群、和早逝的風險降低有關聯。但有其他研究並沒發現有這種影響。
飲酒過量會增加罹患心血管疾病、高血壓、心房顫動、中風、以及癌症的風險。對於輕度飲酒和癌症死亡率的關聯方面，有些研究則有混雜的結果。
年輕人由於暴飲，風險會更大，可能導致暴力或事故的結果。據估計，美國每年約有88,000人由於酒精的原因而死亡。酗酒會導致人的預期壽命減少大約10年。而過度飲酒是美國過早死亡的第三大原因。根據系統綜述的結果以及醫學協會的建議，滴酒不沾的人永遠不該開始喝葡萄酒或是任何其他酒精飲料。
根據醫學史，葡萄酒很早就被作為一種藥物，被廣泛推薦作為飲用水的安全替代品、處理傷口的消毒藥水、助消化劑、以及治療多種疾病，包括精神萎靡、腹瀉、和分娩的疼痛。在公元前2,200年的古埃及莎草紙和蘇美爾泥板上的楔形文字有詳細介紹葡萄酒的藥用功能，而讓葡萄酒成為世界上最古老的人造藥物。:433葡萄酒在醫學中繼續發揮著重要作用，直到19世紀末到20世紀初，由於對酒精和酒精中毒的觀點和醫學研究不斷變化後，人們對葡萄酒作為健康生活方式的功能開始產生懷疑。

## 適度飲用

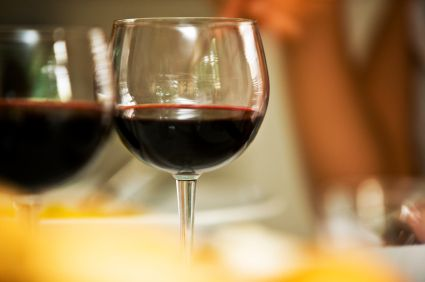
有醫生定義“適度飲酒”為女性每天少於一份5美制液量盎司（150毫升），男性每天少於兩份。

幾乎所有關於飲用葡萄酒的積極醫療益處的研究，會把適度和大量飲用（或是暴飲）間作區分。所謂適度飲用的水準因人而異，取決於不同的年齡、性別、遺傳、體重和身材、以及情境條件（例如是否包含攝取食物，或有無使用藥物）。一般來說，女性由於身體水含量較低，比男性吸收酒精更快，因此她們的適度飲酒量會低於同齡男性。:341–2一些專家定義“適度飲酒”為女性每天少於一份5美制液量盎司（150毫升），男性則每天少於兩份。
早在古希臘詩人悠不勒斯就記載適量飲用葡萄酒的觀點，他認為三份基里克斯杯（每份約合250毫升，或8液量盎司）的份量是最理想的飲用量。三份代表適量是希臘文字作品的共同表達方式。今天一瓶標準750毫升的葡萄酒瓶大約就裝有三份基里克斯杯的容量。但基里克斯杯內所裝盛的應該是稀釋過的葡萄酒，用酒和水，按1:2或1:3的比率混合。
在他大約公元前375年的戲劇劇本 塞墨勒，或是另一齣戴歐尼修斯中說：
|  | 我為溫和的人調製三杯酒：第一杯祝他健康，他們喝下，第二杯祝他們有愛和快樂，第三杯是助眠。喝下第三杯後，睿智的客人回家。第四杯不歸我們飲用，它會產生暴力；第五杯產生嘩然、第六杯產生酩酊、第七杯造成青腫眼眶、第八杯有維持治安者趕到、第九杯成為暴怒、第十杯變成發狂，亂扔家具。 |

新近出現的證據顯示“即使把飲酒量控制在推薦範圍之內，也會讓全因死亡的風險提高。”一項系統綜述發現“不會產生危害健康結果的飲酒水準就是不喝酒。”在2022年，所謂“適度”的飲酒是使用平均每日飲酒數量來定義，但各人飲酒模式各異，有些會產生風險，影響身體健康（例如每日習慣性飲酒或間歇性過量飲酒可能會產生的危害）。根據美國疾病管制與預防中心（CDC）的說法，重要的是要關注人們當天的飲酒數量。

## 對身體的影響

### 骨頭
大量飲酒已被證明會對骨骼細胞的發展過程產生破壞性的影響，長期大量飲酒會增加骨骼斷裂的頻率。流行病學研究（透過對受試者採訪，並研究他們的健康記錄）發現適度飲酒與骨質密度 (BMD) 增加之間存在正相關。大多數研究都是針對更年期後女性所進行，但一項針對男性的研究的結論是適度飲酒也可能對男性的BMD有益。

### 癌症
世界衛生組織（WHO）的國際癌症研究機構將酒精列為一類致癌物。
一項在2019年所做的研究發現，每週喝一瓶葡萄酒，對於不吸菸者的終生癌症風險增加有關聯，男性增加率為1%，女性為1.4%，而每週喝三瓶酒會讓男性和女性罹患癌症的風險增加一倍。這項研究把每週喝一瓶葡萄酒的癌症風險等同於男性每週抽5支香菸，或女性每週抽10支。

### 心血管系統

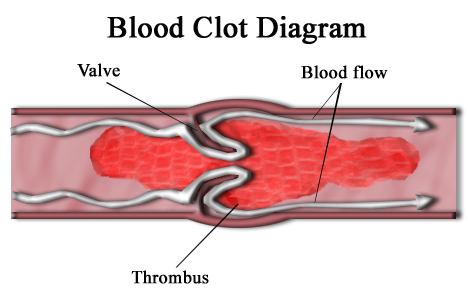
葡萄酒中的酒精有抗凝劑的特性，可降低與心血管疾病相關血栓形成的風險。

專業的心臟病學協會均建議目前不飲酒的人應該維持禁酒。大量飲酒的人罹患心臟病、心律不整、高血壓
和膽固醇水準升高的風險會增加。
葡萄酒中的酒精具有抗凝劑的特性，會限制血液凝固。

### 消化系統
在適度飲酒的情況下，與胃炎和消化性潰瘍有關的幽門桿菌感染風險似乎會較低。

### 頭痛
會導致所謂“紅酒頭痛”的潛在原因有幾種，包括葡萄皮中的組織胺和單寧，或是其他葡萄酒中酚類化合物。在葡萄酒中用作防腐劑的亞硫酸鹽不太可能是導致頭痛的因素。葡萄酒與其他酒精飲料一樣，是利尿劑，會促進脫水，而導致頭痛（例如在宿醉時經常出現的情況），表明在飲用葡萄酒時，同時需要補充水分，而且要適量飲用。在2017年所做的一項評論發現，有22%罹患偏頭痛或緊張性頭痛的人認為酒精是誘發因素，而紅酒引發頭痛的可能性是啤酒的三倍。

### 食物攝取
|  | 酒精可刺激食慾，所以最好在進食時一起飲用。當酒精與食物混合時，胃部處理的速度會被減緩，因而減少食物的攝取量。 |

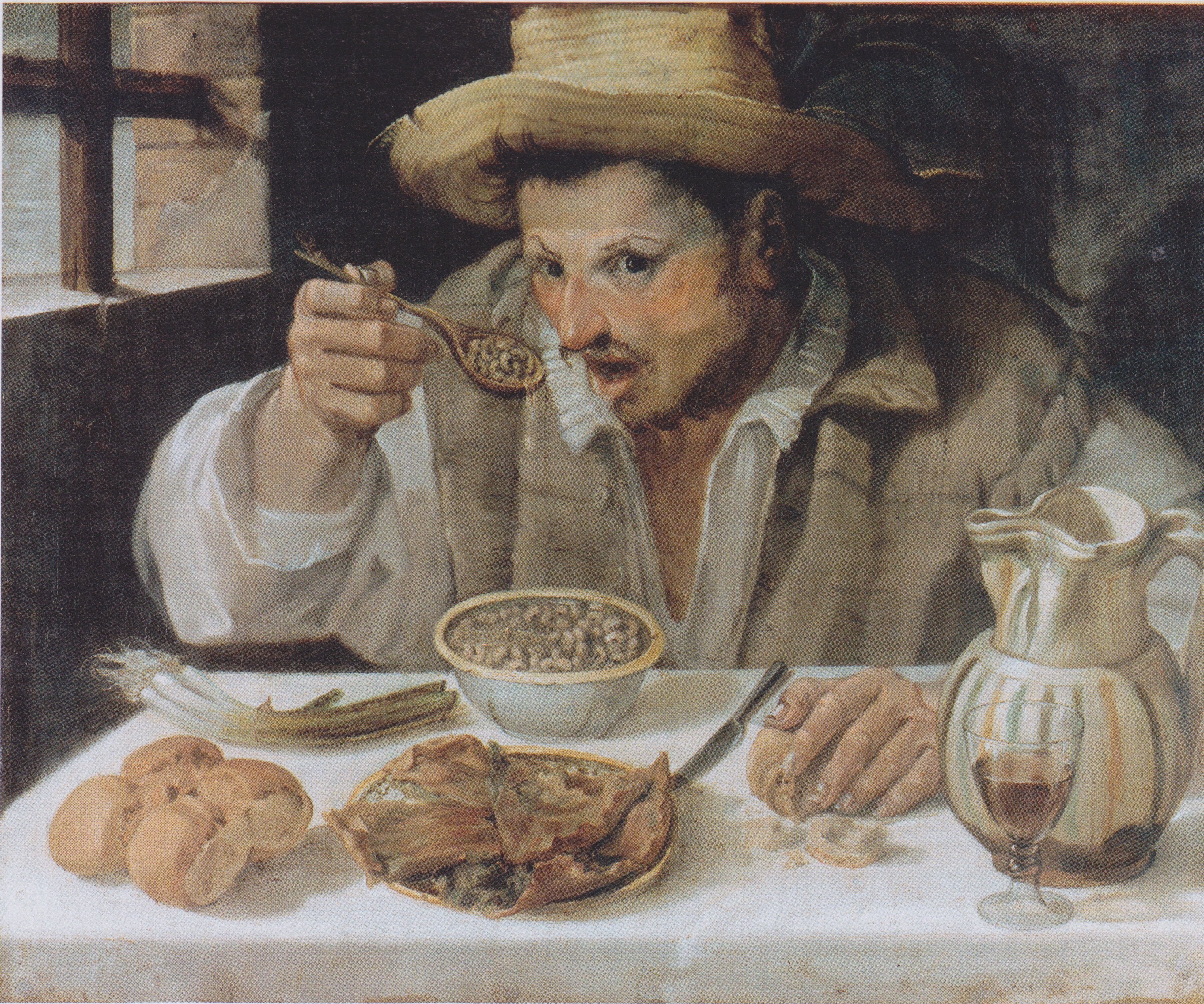
人類用葡萄酒搭配以攝取食物，已有悠久的歷史。

一份150毫升（5美制液量盎司）的紅葡萄酒或白葡萄酒可提供約500至540千焦耳（120至130卡路里）的食物熱量，而甜酒則會提供更高的熱量。大多數葡萄酒的酒精濃度(ABV)百分比約為11%；ABV越高，葡萄酒的熱量就越高。

### 心理和社會現象
在丹麥所做的流行病學研究顯示，飲用葡萄酒對心理健康有幾樣好處。在一項測試這種想法的研究中，研究者Mortensen等人 (2001年) 針對受測試者的社會經濟地位、教育、智商、個性、精神症狀、和健康相關行為（包括飲酒）做衡量。受測試者被區分為飲用啤酒的人、或飲用葡萄酒的人，以及飲酒和不飲酒的人。結果顯示那些飲用葡萄酒的男性和女性，與較高的父母社會地位、父母較高的教育程度，和受試者本身較高的社會地位有關聯。
當受試者接受智商測驗時，飲用葡萄酒者的智商始終高於飲用啤酒者。兩種飲用者的智商平均差異為18分。在心理功能、個性、和其他與健康相關的行為方面，研究發現飲用葡萄酒者的表現處於最佳水準，而啤酒飲用者的表現則低於最佳水準。由於這些社會和心理因素也與健康結果相關，而至少為葡萄酒的某些明顯健康益處提供合理的解釋。
但應該對兩種酒的飲用者之間的明顯相關性，以及對飲用葡萄酒和智商之間的關係、還有他們心理上的相異之處做更多的研究。Mortensen等人進行的研究不應被當作福音。對於利用葡萄酒和啤酒作為個人智商水準的指標這件事，應該用謹慎的態度來看待。據我們所知，這項研究並沒把個人的廣義智力受到遺傳、產前、和環境的影響列入考慮。在當前的科學文獻中，關於什麼是真實可靠的智力指標，仍然是一個仍在爭論和待發現的問題。
根據Mortensen等人（2009年）的說法，經常飲用葡萄酒是智力較高的指標，而飲用啤酒是智力低的指標。對於這樣的結果應採用高度批判性的眼光看待。對經常喝葡萄酒的人是否比喝啤酒的人有更高的智商，未來應對這種說法的有效性做更多研究。

## 化學成分

### 天然酚類和多酚類
紅酒中含有許多化學物質，已有基礎研究探討它們具有的潛在健康益處，但其中白藜蘆醇已被監管機構（例如歐洲食品安全局和美國食品藥品監督管理局（FDA））特別深入研究和評估，這些機構表示對於白藜蘆醇和其他類似酚類化合物的抗氧化劑的功能，尚未被充分了解，無法確定。

### 白藜蘆醇
紅酒平均每升含有1.9 (±1.7) mg反式白藜蘆醇(trans-resveratrol)。  相比之下，白藜蘆醇的營養補充品（反式白藜蘆醇含量各不相同）可能含有多達 500 毫克.。
白藜蘆醇是種芪類化合物，存在釀酒葡萄的葡萄皮中，也存在葡萄葉中。:569
白藜蘆醇的產量和濃度在所有釀酒葡萄品種中並不相同。無性繁殖株、砧木株、釀酒葡萄品種、以及氣候條件的差異會影響白藜蘆醇的形成。此外，由於白藜蘆醇是葡萄藤抵禦真菌或葡萄藤病害防禦機制的一部分，因此暴露於真菌感染和葡萄藤病害的程度似乎也發生作用。圓葉葡萄屬的葡萄藤經過暴露於北美葡萄藤病害（如根瘤蚜）而隨著時間的演進而適應，在釀酒葡萄中所含的白藜蘆醇的濃度最高。在歐洲葡萄藤品種中，源自勃艮第黑皮諾家族的葡萄往往比源自波爾多赤霞珠家族的葡萄含有更多的白藜蘆醇。氣候涼爽但潮濕的葡萄酒產區，如俄勒岡州和紐約州，更容易發生葡萄藤病害和真菌侵襲，與加利福尼亞州和澳大利亞等溫暖乾燥的氣候區相比，所產葡萄的白藜蘆醇濃度往往較高。:569
雖然紅葡萄藤和白葡萄藤品種產生的白藜蘆醇類似，但紅葡萄酒比白葡萄酒含有較多的白藜蘆醇，因為紅葡萄酒是透過浸漬法（連同葡萄皮浸泡在葡萄泥中）所生產。其他葡萄酒釀酒技術，例如在發酵過程中使用某些酵母菌株（參見酵母在釀酒中作用）或在蘋果乳酸轉化過程使用乳酸菌，都會影響最終產品中白藜蘆醇的含量。同樣，在葡萄酒澄清和穩定的過程中使用某些澄清劑，會把葡萄酒中的一些白藜蘆醇分子除掉。:569

### 花青素
紅葡萄富含花青素，花青素是各種水果（如紅葡萄）顏色的來源。
膳食經攝入之後，由於其中的花青素會經歷快速而廣泛的代謝，這使得體外研究而得的生物效應可能無法推論在體內也有同樣的結果。
有關花青素對各種疾病的作用，目前正進行基礎和早期臨床研究，但尚無足夠的證據顯示它對人體有任何有益的功能。美國FDA已經發出警告信，例如強調花青素不是種明確的營養素，不能設定參考每日攝入量，也不能列為可治療任何人類疾病的藥物。

## 酒的醫學史
早期的醫學與宗教和超自然現象密切相關，早期從事的人通常是教士和魔法師。由於葡萄酒與宗教儀式的密切聯繫，使其邏輯上成為早期醫療執業所使用的工具。公元前2,200年蘇美的泥板楔形文字和埃及的紙莎草均載有以葡萄酒為基礎的藥物配方，讓葡萄酒成為文字記載中最古老的人造藥物。:433

### 早期歷史

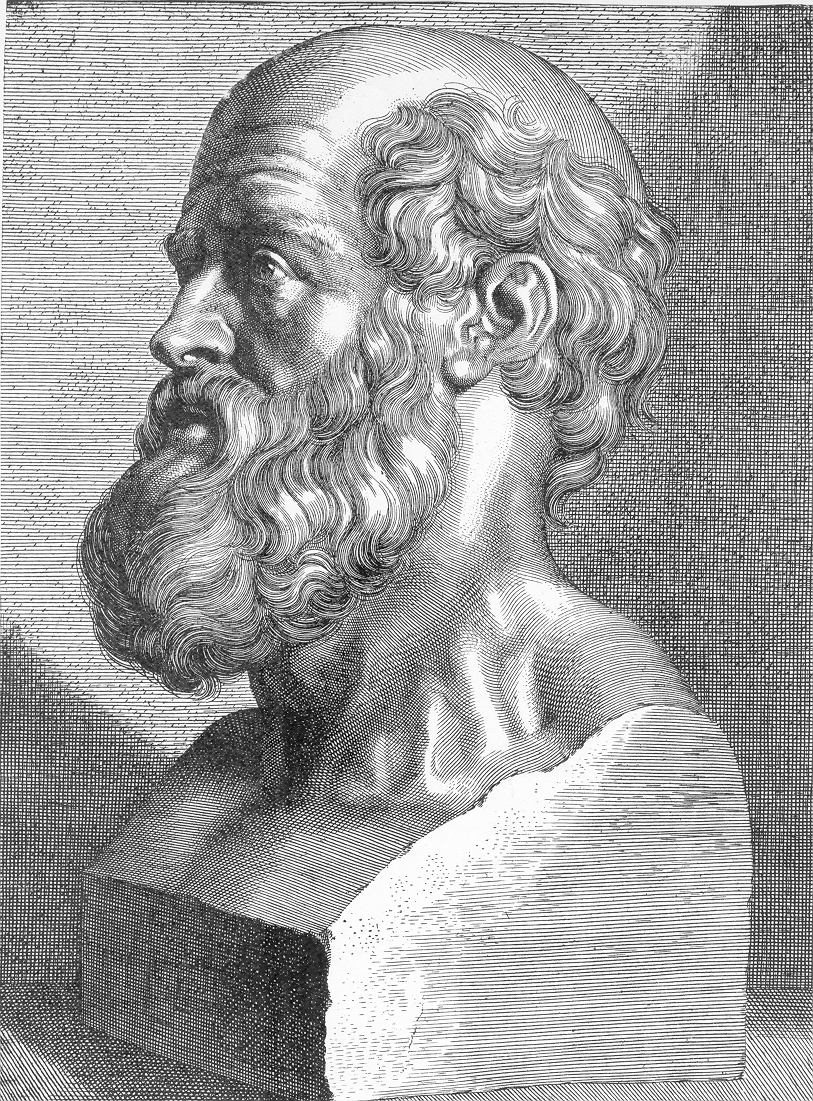
現代醫學之父希波克拉底曾開立藥方，利用葡萄酒治療各種疾病，包括精神萎靡、腹瀉等。

醫學論文De Medicina其中的一頁。

當希臘人導入更具系統化的醫學做法時，葡萄酒仍保持其特殊的地位。古希臘醫生希波克拉底認為葡萄酒是種健康飲食的成分，並提倡用來做傷口消毒，以及當作介質，用以混合其他藥物供患者服用。他還利用葡萄酒來治療各種疾病，包括腹瀉、精神萎靡、分娩疼痛等。:433
古羅馬人在醫療上使用葡萄酒的做法與古希臘人類似。羅馬百科全書派作家凱爾蘇斯在他於一世紀撰寫的醫學論文De Medicina中詳細列出一長串藥用的希臘和羅馬葡萄酒。古羅馬醫生蓋倫在小亞細亞為角鬥士作治療時，會用葡萄酒作消毒劑以處理各式傷口，甚至會用來浸泡外露的腸子後再塞回傷者體內。在他與角鬥士相處的四年中，只有5人死亡，而在他之前的醫生管理期間有60人死亡。
宗教對於促進葡萄酒用於健康方面一直發揮重要作用。猶太經典塔木德指出酒是“最重要的藥物：但缺乏酒的時候，就需要用到其他的藥物”。使徒保羅在《提摩太前書》建議提摩太要不時飲用一點酒，這樣對他的胃和消化有益。雖然伊斯蘭教的《古蘭經》對所有酒精都有限制（參照符合教規的食物 (伊斯蘭教)），但公元11世紀如波斯人伊本·西那等伊斯蘭教的醫生指出，葡萄酒是種有效的助消化劑，但由於教法限制，只能在包紮傷口時當作消毒劑使用。中世紀的天主教會修道院也經常使用葡萄酒做醫療用。:433葡萄酒和藥物緊密的聯繫，以至於第一本有關葡萄酒的印刷書籍是由14世紀的醫生阿諾德·諾瓦所撰寫，書中包含長篇論文，敘述關於葡萄酒適於治療失智症和鼻竇炎等病症。

### 飲用風險
葡萄酒在醫學上廣受歡迎的原因之一，可能是當時缺乏安全的飲用水。直到1892年漢堡發生霍亂疫情時，葡萄酒仍被用來對飲用水作消毒，以控制疾病傳播。然而到19世紀末和20世紀初，人們對酒精以及葡萄酒在健康和社會中的作用的看法發生變化。禁酒運動開始宣導酗酒的弊病，酗酒本身最終被醫療機構定義為一種疾病。對喝酒的長期影響以及短期影響的研究，促使醫學界中許多人對葡萄酒在醫學和飲食中的功能重新思考。:433輿論很快轉而反對任何形式的飲酒，導致美國禁酒令的頒布，其他的國家也有類似的措施。當時葡萄酒在某些領域仍能取得豁免，在美國例如藥房可合法作為“治療用葡萄酒”來銷售。但一些釀酒廠利用這漏洞出售大量葡萄酒，用於娛樂性用途。美國政府則發布指令，要求生產商在它們的產品中加入一種催吐劑，在飲用超過某種劑量後，會引起嘔吐。
在整個20世紀的早期到中葉，健康倡導者指出飲酒的風險及其在各種疾病中（例如血液疾病、高血壓、癌症、不孕症、肝病、肌肉萎縮、牛皮癬、皮膚和軟組織感染、中風、和長期腦損傷）的作用。研究顯示孕婦飲酒與胎兒酒精譜系障礙相關的智力遲鈍和身體異常的風險增加之間存在聯繫，促使一些國家頒布在產品貼上酒精包裝警告信息的法令。:341–2

### 法國悖論

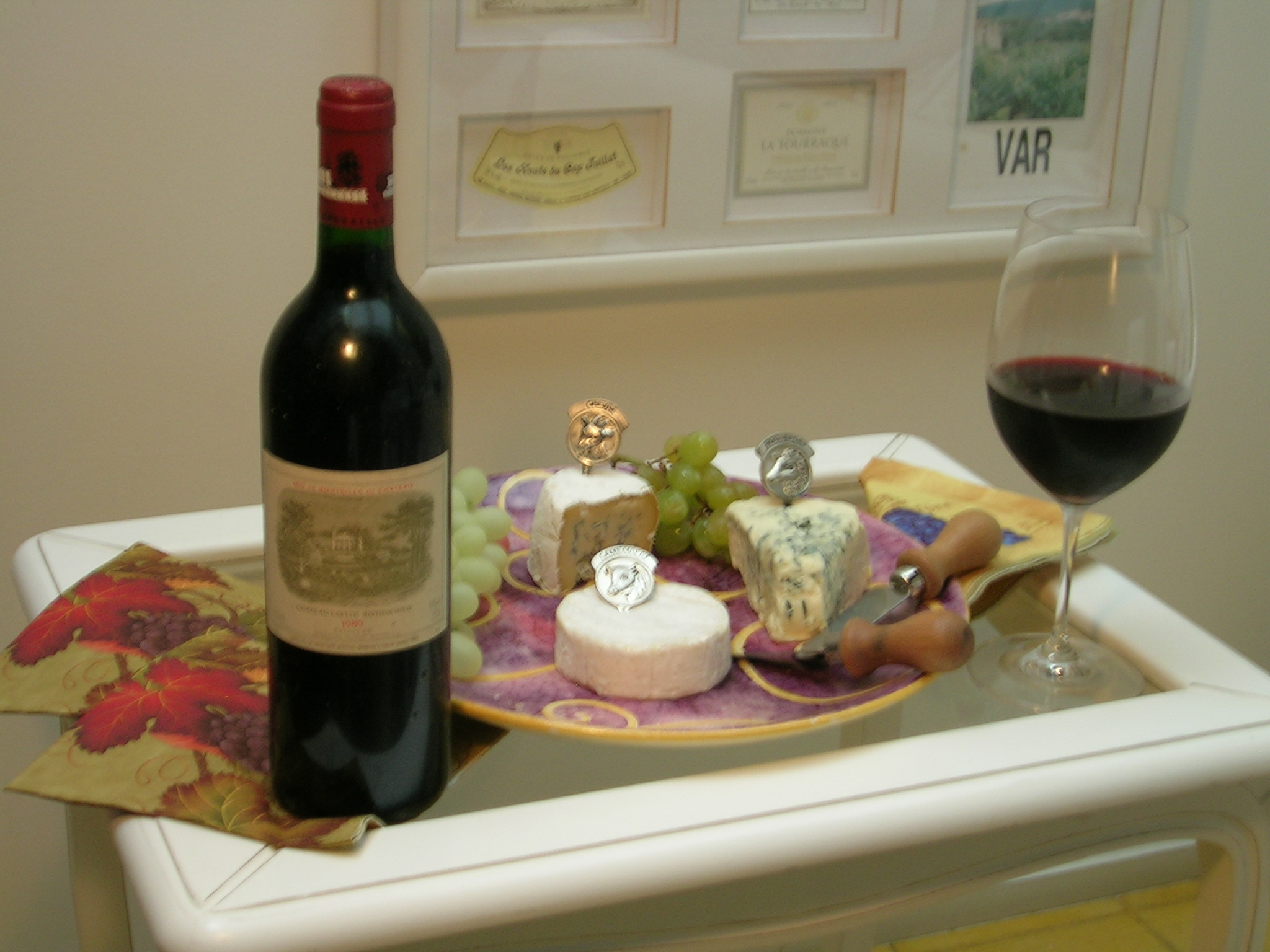
法國人的高脂肪/高乳製品飲食與當地心血管疾病的低發生率之間有種看似矛盾的關係，導致這種現象的可能因素是因為當地人經常飲用紅酒。

法國悖論的假設是雖然飲食中含高量的飽和脂肪，但因飲用紅酒，而導致有較低的心臟病發病率。流行病學研究顯示飲用紅酒能支持法國悖論，但截至2017年，仍無足夠的臨床證據來證實這一點。